# Jonathan Carroll

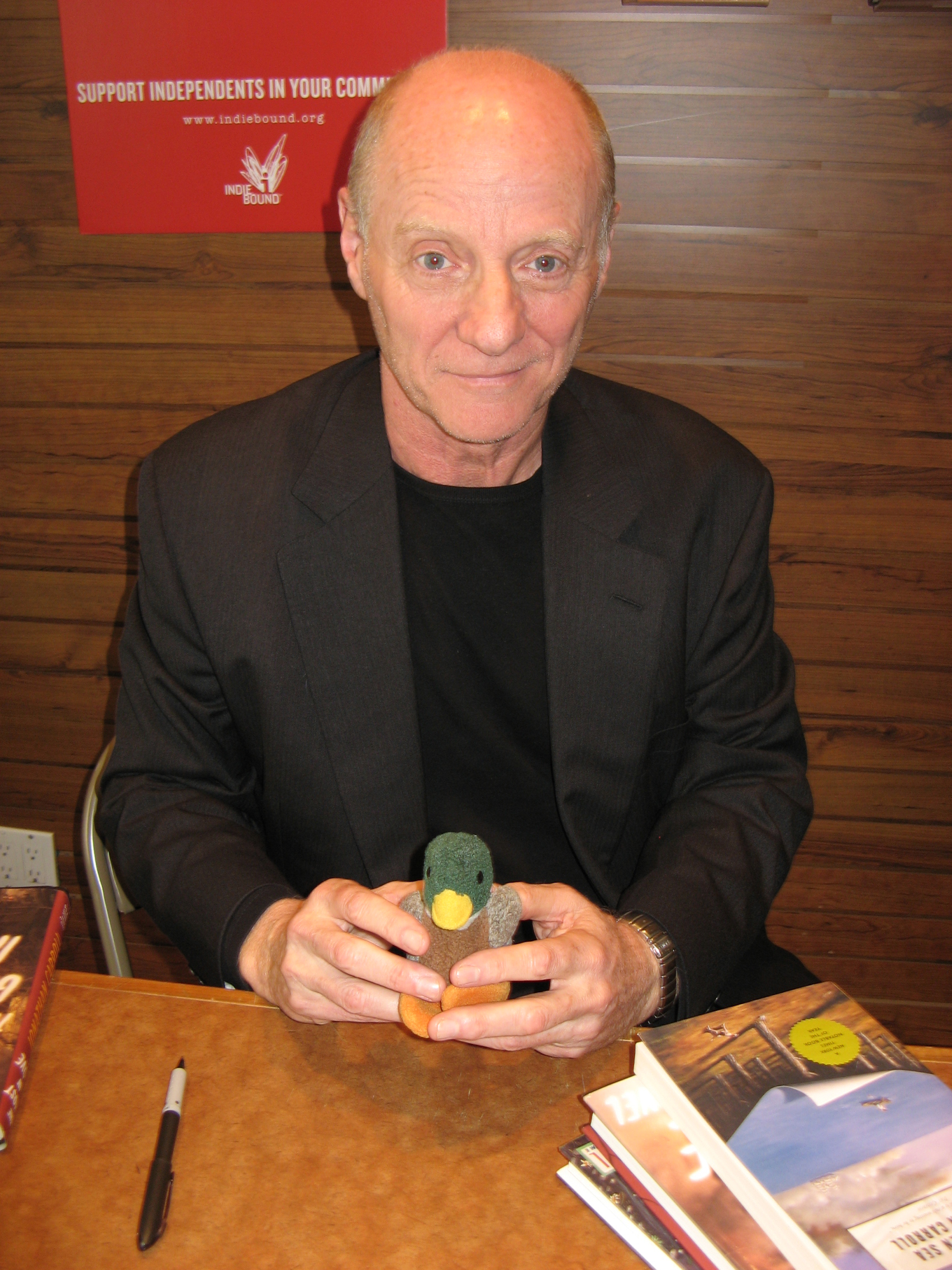
Jonathan Carroll, San Francisco, 20 października 2008

Jonathan Samuel Carroll (ur. 26 stycznia 1949 w Nowym Jorku) – amerykański pisarz fantastyki.

## Młodość pisarza
Jonathan Carroll przyszedł na świat w Nowym Jorku w rodzinie żydowskiej. Jego ojciec, Sidney Carroll, był pisarzem i scenarzystą filmowym, a matka, June, autorką tekstów piosenek, reżyserką i aktorką. Pisarz wraz z siostrą i bratem wychowywał się w środowisku artystycznym, jednak nie podzielał artystycznych pasji rodziców i ich przyjaciół.
Państwo Carroll wraz z dziećmi mieszkali w Dobbs Ferry w stanie Nowy Jork. Miasteczko to stało się pierwowzorem Crane’s View z późniejszych powieści pisarza. Jonathan w szkole nie był pilnym uczniem, często miał również kłopoty z prawem. Wielokrotnie wyrzucano go ze szkół powszechnych, aż w końcu rodzice wysłali go do prywatnej szkoły męskiej z internatem, słynnej z surowej dyscypliny. Czytanie nie było lubianym przez niego zajęciem w młodości. Pierwszą książkę przeczytał tylko dlatego, że dostał za to od brata dolara (były to Myszy i ludzie J. Steinbecka). Dopiero w wieku piętnastu lat zaczął się interesować książkami.
Po szkole rozpoczął studia na Rutgers University i University of Virginia. Zaraz po ich skończeniu podjął pracę jako nauczyciel angielskiego. W 1971 r. poślubił malarkę i artystkę Beverly Schreiner. W 1980 r. urodził im się syn, Ryder Pierce Carroll.
W 1973 roku zaproponowano mu etat wykładowcy w Międzynarodowej Szkole Amerykańskiej w Wiedniu. Tam też osiadł na stałe i mieszka do dzisiaj. Wiedeń stał się miejscem akcji wielu jego powieści.

## Początki twórczości
Pierwszą swoją powieść Carroll stworzył w wieku dwudziestu lat. Nigdy nie została jednak opublikowana. Swoje pierwsze „dorosłe” powieści napisał dopiero wtedy, gdy pracował jako nauczyciel.
Nikt jednak nie był zainteresowany ich wydaniem, gdyż były jakby pomieszaniem gatunkowym. Styl Carrolla porównują niektórzy ze stylem przedstawicieli realizmu magicznego. Świat przedstawiony w jego książkach pozornie jest światem realistycznym, bliskim każdemu czytelnikowi. W miarę rozwoju fabuły pojawiają się osoby z zaświatów, elementy magii, zwierzęta mówiące ludzkim głosem itp. To właśnie nie podobało się  wydawcom. Jego pierwsza powieść Kraina Chichów ukazała się dopiero po rekomendacji Stanisława Lema w 1980 r. Carroll uczył wtedy języka angielskiego syna polskiego pisarza, Tomasza.
W 1974 ukazało się jego opowiadanie Hand-Me-Downs. Następnie ukazały się kolejne: Impreza u Brendy i Pokój Jane Fondy.

## Dojrzały pisarz
Elementem charakterystycznym w jego twórczości jest to, że wiele ze stworzonych przez niego postaci występuje w kilku książkach. Najczęściej bohater epizodyczny staje się w innej powieści bohaterem pierwszoplanowym i na odwrót. Szczególny przypadek stanowi tu trylogia Crane’s View obejmująca Całując ul, Zaślubiny patyków i Drewniane morze.
Napisał 13 powieści (wszystkie opublikowano w Polsce). Wydał dodatkowo 4 zbiory opowiadań (Upiorna dłoń, Czarny koktajl i inne opowiadania, Cylinder Heidelberga, Kobieta, która wyszła za chmurę) oraz scenariusz filmowy Durne serce. Ponadto publikował swoje opowiadania m.in. w „Cosmopolitan” i „Playboyu”. W roku 2006 ukazał się przetłumaczony ze strony internetowej blog autora, wydany tylko w Polsce Oko dnia.

## Polska
Od kilku lat pisarz cieszy się  popularnością w Polsce, i to właśnie tu w pierwszej kolejności wydaje swoje książki. Jego powieści i opowiadania wielokrotnie zawierały polskie akcenty.
Pisarz jest też autorem tekstów dwóch piosenek na płycie Budki Suflera pt. „Było i jest” – Dancing with Ghosts i Breathing You.
Jonathan Carroll wielokrotnie bywał  w Polsce, zarówno oficjalnie, jak i prywatnie.
Wizyty Carrolla w Polsce:

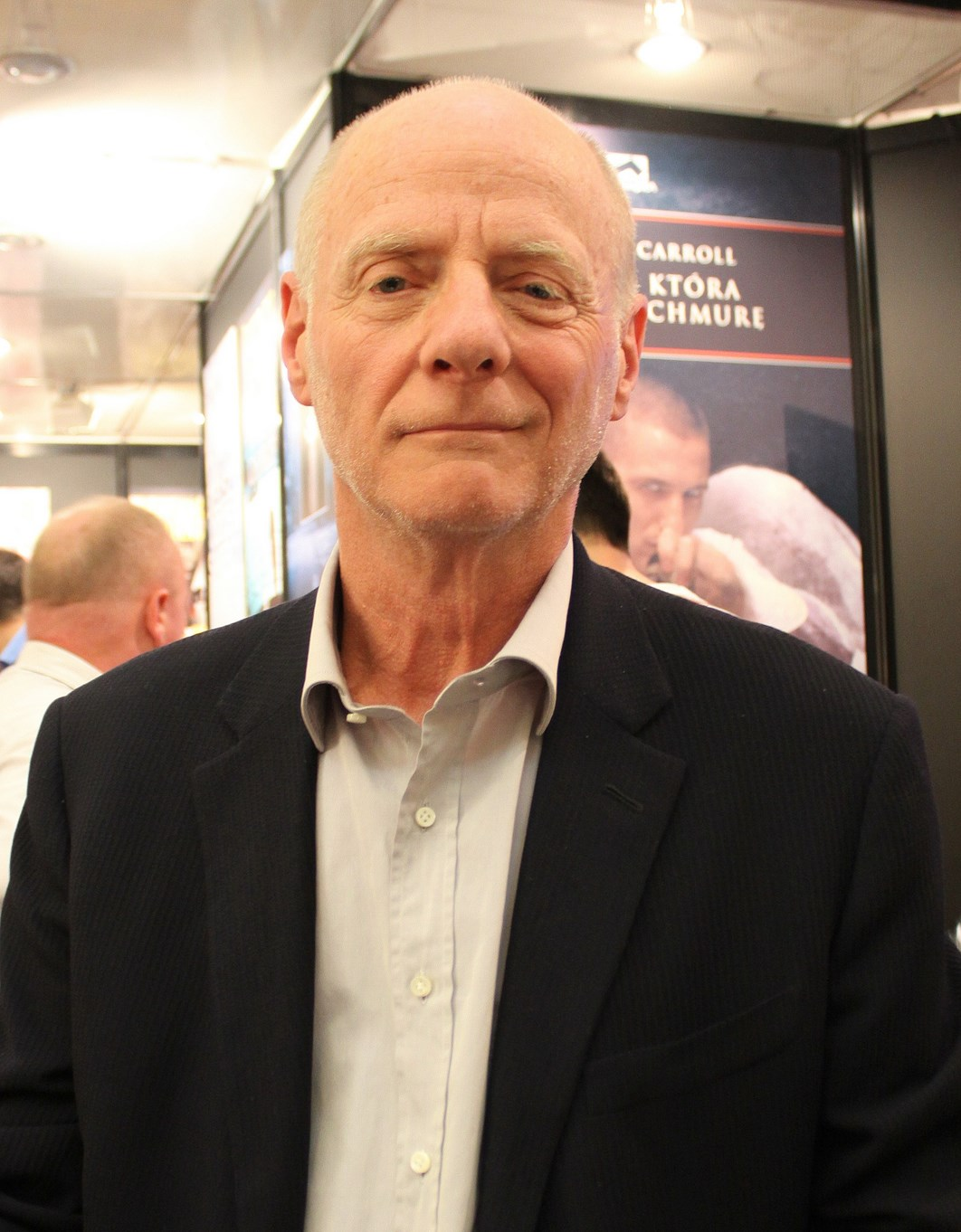
J. Carroll, Warszawa, 2012 r.

- 17–21 maja 1996 – Warszawa, Poznań
- 22–28 października 1998 – Warszawa, Kraków, Katowice, Wrocław
- 13–16 maja 1999 – Warszawa, Gdańsk, Gdynia
- 15–23 września 2000 – Kraków, Warszawa, Łódź, Kielce, Opole, Zielona Góra, Poznań
- 2–3 czerwca 2001 – Kraków
- 1–6 października 2002 – Kraków, Rzeszów, Lublin, Warszawa
- 16–18 maja 2003 – Bydgoszcz, Toruń, Warszawa
- 29 marca–5 kwietnia 2005 – Warszawa, Szczecin, Gorzów Wielkopolski, Świdnica, Wrocław, Poznań, Ostrów Wielkopolski, Kalisz
- 22–27 października 2007 – Warszawa, Białystok, Olsztyn, Kraków
- 9–12 maja 2012 Łódź, Warszawa, Kraków
- 23–26 października 2013 – Poznań, Warszawa, Kraków
- 24–26 kwietnia 2015 – Białystok
- 17–22 maja 2017 – Szczecin, Poznań, Warszawa, Wrocław, Brzeg, Oława[3][4]

## Publikacje
Seria powieści „Answered Prayers”
- Kraina Chichów (The Land of Laughs, 1980)
- Głos naszego cienia (Voice of Our Shadow, 1983)
- Kości księżyca (Bones of the Moon, 1987)
- Śpiąc w płomieniu (Sleeping in Flame, 1988)
- Dziecko na niebie (A Child Across the Sky, 1989)
- Muzeum Psów (Outside the Dog Museum, 1991)
- Poza ciszą (After Silence, 1992)
- Na pastwę aniołów (From the Teeth of Angels, 1993, ZYSK i Sp-ka, Poznań 1994, wyd. II D.W. REBIS Poznań, tłum. Mirosław P. Jabłoński)
- Zakochany duch (The Ghost in Love, Dom Wydawniczy Rebis, Poznań, 2007)

Trylogia Crane’s View
- Całując ul (Kissing the Beehive, 1997)
- Zaślubiny patyków (The Marriage of Sticks, 2000)
- Drewniane morze (The Wooden Sea, 2001)

Zbiory opowiadań
- Upiorna dłoń (The Panic Hand, 1989)
- Czarny koktajl (Black Cocktail, 1990)
- Cylinder Heidelberga (The Heidelberg Cylinder, 2000)
- Kobieta, która wyszła za chmurę (The Woman Who Married a Cloud, 2012)

Inne
- Durne serce (The Idiot Heart, Shoes at War, 1999) – scenariusze filmowe
- Oko dnia (tylko polskie wydanie, 2006) – zapis blogu pisarza
- Białe jabłka (White Apples, 2002)
- Szklana zupa (Glass Soup, 2005)
- Kąpiąc lwa (Bathing The Lion, 2013)
- Kolacja dla Wrony (The Crow's Dinner, 2017)
- Mr. Breakfast (Mr. Breakfast, 2019)